# Grey's Anatomy (18.ª temporada)
A décima oitava temporada do drama médico de televisão americano Grey's Anatomy foi encomendada em 10 de maio de 2021 pela American Broadcasting Company (ABC), estreou em 30 de setembro de 2021 e foi finalizada em 26 de maio de 2022, contando com 20 episódios. A temporada foi produzida pela ABC Signature, em associação com a Shondaland Production Company e a Entertainment One Television, com Shonda Rhimes, Betsy Beers, Mark Gordon, Debbie Allen, Zoanne Clack, Fred Einesman, Andy Reaser e Meg Marinis como produtores executivos e Krista Vernoff servindo como showrunner e produtora executiva. A temporada foi ao ar na temporada de transmissão de 2021-22 às noites de quinta-feira às 21h00, horário do leste dos EUA.
Esta é a primeira temporada a não apresentar Jesse Williams, Giacomo Gianniotti e Greg Germann como membros do elenco principal desde a sétima, décima segunda e décima sexta temporadas, respectivamente. É também a primeira a contar com Scott Speedman no elenco principal depois de uma participação na décima quarta temporada e a última com Richard Flood como Dr. Cormac Hayes depois de se juntar ao elenco principal na temporada passada.
Esta temporada marca o retorno de Dra. Addison Montgomery, interpretada por Kate Walsh que teve sua última aparição na oitava temporada no episódio "If/Then" e em Private Practice, spin-off focado na personagem, no último episódio da série, "In Which We Say Goodbye" e também de Dra. Ellis Grey, interpretada por Kate Burton que teve sua última aparição na décima quinta temporada no episódio "Blood and Water".
A décima oitava temporada estrela Ellen Pompeo como Dra. Meredith Grey, Chandra Wilson como Dra. Miranda Bailey, James Pickens Jr. como Dr. Richard Webber, Kevin McKidd como Dr. Owen Hunt, Caterina Scorsone como Dra. Amelia Shepherd, Camilla Luddington como Dra. Jo Wilson, Kelly McCreary como Dra. Maggie Pierce, Kim Raver como Dra. Teddy Altman, Jake Borelli como Dr. Levi Schmitt, Chris Carmack como Dr. Atticus "Link" Lincoln, Richard Flood como Dr. Cormac Hayes, Anthony Hill como Dr. Winston Ndugu e Scott Speedman como Dr. Nick Marsh.

## Elenco e personagens

### Principal
- Ellen Pompeo como Dra. Meredith Grey[1]
- Chandra Wilson como Dra. Miranda Bailey[1]
- James Pickens Jr. como Dr. Richard Webber[1]
- Kevin McKidd como Dr. Owen Hunt[6]
- Caterina Scorsone como Dra. Amelia Shepherd[7]
- Camilla Luddington como Dra. Jo Wilson[6]
- Kelly McCreary como Dra. Maggie Pierce[8]
- Kim Raver como Dra. Teddy Altman[6]
- Jake Borelli como Dr. Levi Schmitt[9]
- Chris Carmack como Dr. Atticus "Link" Lincoln[10]
- Richard Flood como Dr. Cormac Hayes[8]
- Anthony Hill como Dr. Winston Ndugu[8]
- Scott Speedman como Dr. Nick Marsh[11]

| - Abigail Spencer como Dra. Megan Hunt. - Lynn Chen como Dra. Michelle Lin - Alex Landi como Dr. Nico Kim - Melissa DuPrey como Dra. Sara Ortiz - Peter Gallagher como Dr. David Hamilton - Jaicy Elliot como Dra. Taryn Helm - E.R. Fightmaster como Dr. Kai Bartley - Zaiver Sinnett como Dr. Zander Perez - Sylvia Kwan como Dra. Mabel Tseng - Robert I. Mesa como Dr. James Chee - Jason George como Ben Warren - Stefania Spampinato como Dra. Carina DeLuca - Greg Tarzan Davis como Dr. Jordan Wright - Skylar Astin como Todd Eames - Rome Flynn como Wendell Ndugu | - Debra Mooney como Evelyn Hunt - Kate Burton como Dra. Ellis Grey - Greg Germann como Dr. Tom Koracick - Jaina Lee Ortiz como Tenente Andy Herrera - Grey Damon como Tenente Jack Gibson - Barrett Doss como Victoria "Vic" Hughes - Jay Hayden como Travis Montgomery - Okieriete Onaodowan como Dean Miller - Carlos Miranda como Tenente Theo Ruiz - LaTanya Richardson Jackson como Diane Pierce - Jesse Williams como Dr. Jackson Avery - Sarah Drew como Dra. April Kepner | - Kate Walsh como Dra. Addison Montgomery |

## Episódios
| N.º na série | N.º na temp. | Título                               | Dirigido por        | Escrito por                       | Exibição original       | Audiência (milhões) |
| --- | ------------ | ------------------------------------ | ------------------- | --------------------------------- | ----------------------- | ------------------- |
| 381 | 1            | "Here Comes The Sun"                 | Debbie Allen        | Meg Marinis                       | 30 de setembro de 2021  | 4.77                |
| A cidade de Seattle festeja na Feira de Phoenix, que celebra o renascimento da cidade após o COVID, e os médicos do Grey Sloan tratam um paciente que encontra fogos de artifício ilegais. Enquanto pondera o que fazer com sua vida por ter sobrevivido a COVID, Meredith viaja para a Clínica Mayo em Minnesota para assistir à inauguração de uma biblioteca dedicada a sua mãe. Enquanto estava lá, ela se reconectou com o Dr. Nick Marsh, a quem ela tratou anos atrás. O Dr. David Hamilton, um ex-colega de sua mãe que sofre de doença de Parkinson, revela seu plano de abrir um centro de pesquisa de última geração dedicado à cura da doença, com Meredith como a face pública do projeto para atrair talentos. Tendo encerrado seu relacionamento com Meredith por causa dos ataques de pânico de seu filho mais novo, Hayes se conecta com Bailey enquanto eles entrevistam candidatos para substituir Jackson, Tom e Jo. Jo, com a ajuda de Levi, se ajusta à vida como mãe solteira e residente de obstetrícia/ginecologia. Após Amelia rejeitar a proposta de casamento de Link, eles lutam para manter seu relacionamento enquanto Maggie e Winston desfrutam de sua fase de lua de mel. Owen e Teddy se casam no bar de Joe com uma Megan recém-solteira oficiando depois que sua cerimônia planejada no parque é arruinada por uma bicicleta dupla colidindo com o padre. Esse episódio conclui um crossover com Station 19 que se iniciou em "Phoenix from the Flame" |              |                                      |                     |                                   |                         |                     |
| 382 | 2            | "Some Kind of Tomorrow"              | Kevin McKidd        | Felicia Pride                     | 7 de outubro de 2021    | 4.04                |
| Indecisa sobre a proposta de projeto de pesquisa de Parkinson do Dr. Hamilton, Meredith leva Amelia para Minnesota para ajudá-la a tomar uma decisão. Amelia imediatamente salta a bordo, embora Meredith mais tarde revele a Nick no primeiro encontro que ela tem medo de que o projeto fracasse. Meredith finalmente concorda em se juntar ao projeto, contanto que ela possa continuar a trabalhar em Seattle. No Grey Sloan, Richard motiva os residentes por meio de uma série de competições, com Levi ganhando a oportunidade de entrar na cirurgia de Jo. Winston trata uma mulher com insuficiência renal, que ele acredita não estar na lista de transplantes devido à sua raça. Megan e Hayes cuidam de um menino envolvido em um acidente de carro, enquanto Teddy e Owen tratam do pai do menino, que tem fibrose pulmonar, mas não quer ser tratado. |              |                                      |                     |                                   |                         |                     |
| 383 | 3            | "Hotter Than Hell"                   | Chandra Wilson      | Jamie Denbo                       | 14 de outubro de 2021   | 4.05                |
| Os residentes são atendidos por um mentor convidado especial, Addison Montgomery, que vai realizar um transplante de útero inovador, com Levi Schmitt ajudando-a. Meredith relutantemente diz a Richard seu plano de trabalhar em Seattle e Minnesota, e ele concorda em assumir novamente o cargo de Diretor de Residência. Bailey e Hayes tratam uma jovem envolvida em um acidente de jet-ski que se recusa a ligar para seus pais, enquanto Winston continua tentando conseguir um rim para sua paciente. Devido à intensa onda de calor, o ar-condicionado do hospital quebra e Addison vai contra o relógio para finalizar a cirurgia. Ela pede a ajuda de Meredith. Depois que a cirurgia foi um sucesso, Addison fica emocionada por estar de volta a Seattle pela primeira vez desde que Derek morreu. Elas lamentam a perda de Derek juntas, mas Meredith a lembra que ele vive em seus filhos, e Meredith convida Addison para sua casa para conhecer os seus filhos. Enquanto Link e Teddy tentam consertar o ar-condicionado, Link expressa sua raiva por Amelia, que está envolvida no projeto de Parkinson, e Teddy o anima fazendo para ele e o resto da equipe uma festa no necrotério. Assim que o ar-condicionado é restaurado, Addison e Amelia se reúnem e vão para a casa de Meredith, onde ela apresenta Addison aos filhos dela e de Derek. |              |                                      |                     |                                   |                         |                     |
| 384 | 4            | "With a Little Help From My Friends" | Michael Watkins     | Jess Righthand                    | 21 de outubro de 2021   | 3.91                |
| Richard recruta Meredith e Bailey para ajudá-lo a lançar um novo método de ensino, onde os residentes devem realizar um procedimento do início ao fim por conta própria. Addison bate de frente com Amelia por conta da sua paciente de transplante de útero, embora elas eventualmente cheguem a um consenso sobre o tratamento. Jo trabalha em uma paciente que deve ser submetida a um parto prematuro, Owen e Winston tratam um veterano com um prognóstico difícil pela frente, e Hayes conhece Megan melhor. |              |                                      |                     |                                   |                         |                     |
| 385 | 5            | "Bottle Up and Explode!"             | Lindsay Cohen       | Kiley Donovan & Beto Skubs        | 11 de novembro de 2021  | 4.75                |
| Uma explosão de gasoduto envia espectadores feridos para o Grey Sloan, incluindo a bombeiro da Estação 19 Vic Hughes, que não percebe que outro bombeiro, Dean Miller, foi morto pela explosão. Owen, que está trabalhando com Teddy em seu estudo de queimadura, é jogado em um ataque de pânico induzido por TEPT devido à explosão, embora mais tarde só aumente sua paixão por seu trabalho atual com veteranos. Winston e Hayes realizam uma cirurgia cardíaca no filho de Megan, Farouk. Ben, nervosamente, diz a Bailey que eles são legalmente responsáveis por criar Pru, a filha de Dean, devido a uma promessa que Ben fez a Dean. Em Minnesota, Meredith traz Tom Koracick a bordo, que revela ter um passado difícil com o Dr. Hamilton. Amelia se aproxima de outro membro do projeto, Dr. Kai Bartley, e Meredith e Nick aprofundam seu relacionamento. Esse episódio conclui um crossover com Station 19 que se iniciou em "Things We Lost in the Fire" |              |                                      |                     |                                   |                         |                     |
| 386 | 6            | "Everyday Is a Holiday (With You)"   | Tony Phelan         | Meg Marinis                       | 18 de novembro de 2021  | 4.18                |
| Uma tempestade de neve em Minnesota mantém Meredith longe de seus filhos no Dia de Ação de Graças, e Nick cancela seus próprios planos e se junta a Meredith em seu quarto de hotel, onde eles levam seu relacionamento para o próximo nível. Em Seattle, Farouk continua se recuperando de sua cirurgia cardíaca, apenas para sofrer complicações que enviam Teddy e Hayes de volta à sala de cirurgia com ele. Um dos pacientes veteranos de Owen, Noah, é internado no hospital novamente, e uma vez que Owen percebe que não há muito mais o que fazer, ele manda Noah para casa para morrer o mais confortavelmente possível. Jo é forçada a realizar uma cesariana de emergência e histerectomia em uma mulher grávida sobrecarregada, e Link e Amelia se reconciliam depois de cozinhar o jantar de Ação de Graças para os filhos de Meredith. |              |                                      |                     |                                   |                         |                     |
| 387 | 7            | "Today Was a Fairytale"              | Debbie Allen        | Julie Wong                        | 9 de dezembro de 2021   | 3.65                |
| Chateado que Amelia ainda não quer se casar, apesar de ficar com ele no Dia de Ação de Graças, Link está de mau humor perpétuo, levando Jo a passar o dia com ele e as crianças no parque. No parque, um espetáculo de teatro infantil ao ar livre termina abruptamente depois que um dos atores desmaia devido a um problema cardíaco, quebrando sua perna, o que força Jo e Link a intervir medicamente. Bailey está frustrada com os estudantes de medicina menos competentes, e Maggie passa a maior parte do dia na sala de plantão com Winston. Em Minnesota, Meredith, sem saber, faz uma cirurgia no melhor amigo de Nick, e o Dr. Hamilton fica cada vez mais frustrado com a falta de progresso do projeto de Parkinson. |              |                                      |                     |                                   |                         |                     |
| 388 | 8            | "It Came Upon a Midnight Clear"      | Michael Watkins     | Jase Miles-Perez                  | 16 de dezembro de 2021  | 4.20                |
| À medida que o Natal se aproxima, Owen se sente atormentado pelo recente falecimento de Noah, enquanto Cormac avalia que Megan está gravemente deprimida. Cormac, Teddy e Owen recuperam um coração de um doador para Farouk. No caminho de volta para o Grey Sloan, o motorista sofre um derrame e o carro acaba na beira de um barranco. Teddy consegue descer com o órgão e vai para a estrada em busca de ajuda. Owen revela a Cormac que deu a Noah medicação para morrer e fez uma promessa de fazer o mesmo para outros veteranos terminais. Segundos depois de Cormac sair, o carro, com Owen ainda dentro, desliza barranco abaixo. Enquanto isso, Meredith e Amelia voam com David e Kai para Seattle para a grande cirurgia de David, que acaba sendo adiada quando David tem uma perfuração intestinal. Maggie está preocupada ao ouvir sobre o método Webber, e Levi exagera durante uma cirurgia e o paciente sangra na mesa. O novo residente Jordan pede para trabalhar com Bailey em seu primeiro dia no Grey Sloan. Link pratica uma declaração de amor para Amelia com Jo, que tem dificuldade em manter seus sentimentos por ele sob controle, apenas para encontrar Amelia beijando Kai. |              |                                      |                     |                                   |                         |                     |
| 389 | 9            | "No Time to Die"                     | Linda Klein         | Krista Vernoff                    | 24 de fevereiro de 2022 | 4.65                |
| Owen é resgatado do carro pelos bombeiros da Estação 19 e levado para Grey Sloan, mas sua perna está quebrada e precisa de cirurgia. Hayes dá o coração doado para Farouk a Winston, que percebe uma contusão no coração. Winston chama Maggie para apoio na sala de cirurgia, e eles fazem o transplante com sucesso. Hayes luta com a revelação de Owen sobre Noah e avisa Owen antes de ir para a cirurgia para dizer a verdade, ou Hayes irá denunciá-lo. Depois de perder seu paciente, Schmidt tem um colapso e esfrega as mãos obsessivamente, depois sendo parado por seus colegas residentes. Bailey cancela o programa de ensino do Método Webber. Amelia e Link discutem depois que ele a vê beijando Kai. Link encontra conforto com Jo, e eles fazem sexo. Nick chega em Seattle de Minnesota e consola Meredith depois de salvar Hamilton. Hayes se demite e diz a Bailey que retornará à Irlanda com seus filhos. Esse episódio conclui um crossover com Station 19 que se iniciou em "Started from the Bottom". |              |                                      |                     |                                   |                         |                     |
| 390 | 10           | "Living in a House Divided"          | Allison Liddi-Brown | Jamie Denbo                       | 3 de março de 2022      | 3.95                |
| No M&M, Levi está inquieto descrevendo os eventos que cercam a morte de seu paciente e sai do hospital. Maggie questiona Richard sobre a adequação do método Webber, fazendo com que ele ataque ela e Meredith por não estarem por perto. Um paciente anterior de Amelia é admitido, Jo é chamada para consultar e Amelia sente tensão entre eles. Link tem uma paciente obesa, que ele supõe que ficará melhor se ela perder peso. Perez percebe que ela tem uma causa diferente não relacionada ao seu peso e precisa de cirurgia. Bailey diz a Richard que o método Webber deve ser suspenso permanentemente. Teddy sabe que Owen está escondendo algo, mas ele não vai contar a ela. |              |                                      |                     |                                   |                         |                     |
| 391 | 11           | "Legacy"                             | Kevin McKidd        | Mark Driscoll                     | 10 de março de 2022     | 3.87                |
| O dia da cirurgia de teste de Parkinson de David chegou. Meredith abre a cirurgia para que os residentes vejam para inspirá-los. Link leva Owen para fazer sua reabilitação física. Após a sessão, ele tem um vazamento de líquido cefalorraquidiano. Amelia não pode deixar a cirurgia de Parkinson, então Koracick concorda em ajudar Owen. Nick faz um transplante de fígado. Ele conhece a família do doador para saber mais sobre ele, antes de dar o fígado ao seu paciente. Richard tenta convencer Levi a voltar ao hospital. Jo está evitando Link fazendo turnos noturnos. Ela acaba no bar bebendo com Teddy, que está evitando Owen desde que descobriu o que ele está fazendo pelos veteranos. Mais tarde, Jo encontra Link tomando banho, eles se beijam, ela o empurra e pede para ele ir embora. |              |                                      |                     |                                   |                         |                     |
| 392 | 12           | "The Makings of You"                 | Debbie Allen        | Felicia Pride                     | 17 de março de 2022     | 3.60                |
| Tirando um tempo do hospital, Meredith e Nick vão para a cabana de Nick no fim de semana, onde encontram a sobrinha de Nick, Charlotte, e seu novo namorado, Silver. As coisas rapidamente azedam quando Charlotte revela que vai abandonar a faculdade para viajar para a Costa Rica com Silver, forçando Meredith a lidar com a má reação de Nick. Em outro lugar, Amelia vê um novo lado de Kai em Minnesota depois que eles vão para um bar, onde Kai se apresenta com sua banda no palco. Impressionada com suas habilidades musicais, Amelia avança em seu relacionamento com Kai. E, de volta a Seattle, Maggie, que está gripada, encontra uma antiga carta endereçada a ela por Ellis. À medida que a carta revela questões profundas de abandono, Maggie tem um sonho febril em que conversa com Ellis. |              |                                      |                     |                                   |                         |                     |
| 393 | 13           | "Put the Squeeze on Me"              | Allison Liddi-Brown | Julie Wong                        | 24 de março de 2022     | 4.24                |
| Quando um homem aparece com sua píton de estimação perigosamente enrolada em volta dele, muitos dos médicos são forçados a enfrentar seus profundos medos de cobras. Entre eles estão Bailey, que trabalha incansavelmente para salvar o paciente na tentativa de se distrair de seus problemas; Maggie, que se pergunta o que mais ela não sabe sobre Winston depois de saber que, ao contrário de todos os outros, ele é um grande fã de cobras; e Jo, que pediu a Link para sair de sua casa devido aos crescentes sentimentos que ela tem por ele que ela sente que não pode revelar, já que ele ainda está apaixonado por Amelia. Em Minnesota, é oferecida a Meredith uma posição permanente como chefe do Grey Center e chefe de cirurgia geral da Clínica Mayo, mas não tem certeza se deve aceitar, apesar do entusiasmo de Nick. |              |                                      |                     |                                   |                         |                     |
| 394 | 14           | "Road Trippin'"                      | Linda Klein         | Beto Skubs                        | 31 de março de 2022     | 3.93                |
| Maggie é encarregada de tratar Fernanda, uma jovem com um problema cardíaco congênito que evoluiu para estenose aórtica. Fernanda tem documentado sua jornada de recuperação online e, como ela e sua família moram em Boston, alugaram um trailer para atravessar o país para que Maggie possa realizar o raro e arriscado procedimento de Ross-Kona em Fernanda. Enquanto Maggie lida com a rápida deterioração da saúde de Fernanda, Winston é forçado a resolver seus próprios problemas familiares devido à chegada de seu irmão mais novo, Wendell, a Seattle. Eventualmente, Winston revela a Maggie que quando a mãe dele e de Wendell faleceu de câncer anos atrás, Wendell não lidou bem com isso. Enquanto isso, Meredith está doente em casa, o que contribui para a crescente escassez de médicos no Grey Sloan, deixando Bailey e Owen em frenesi. Em meio ao caos, Bailey fica sabendo que o hospital recebeu várias denúncias anônimas sobre o programa de residência e, como tal, terá que passar por uma revisão pelo Conselho de Credenciamento Médico |              |                                      |                     |                                   |                         |                     |
| 395 | 15           | "Put It to the Test"                 | Kevin McKidd        | Zoanne Clack                      | 7 de abril de 2022      | 4.21                |
| O Conselho de Credenciamento Médico chega ao Grey Sloan para avaliar a legitimidade do programa de residência do hospital, deixando Bailey em uma pilha de nervos. O teste de um dia inteiro não sai como planejado, com muitos médicos se atrapalhando durante as entrevistas ou quando Bailey faz um tour pelos representantes do conselho. Richard não consegue ajudar Bailey, pois ele se submeteu a uma avaliação médica, que será conduzida pelo Dr. Hamilton e Kai. Ao mesmo tempo, Nick voa para Seattle para realizar um transplante de rim, para grande gratidão de Bailey. No entanto, as coisas vão mal rapidamente quando Bailey descobre por boatos que o Dr. Hamilton ofereceu a Meredith um cargo de tempo integral em Minnesota - um que ela está considerando seriamente. A insistência de Bailey de que Meredith está fazendo o que sempre faz - após uma visita por todo o país - causa um ataque de pânico em Bailey, embora, no final do dia, Meredith diga a Nick que aceitará a oferta. Enquanto isso, na casa de Levi, ele e sua mãe discutem sobre a recusa de Levi em voltar ao trabalho, mas Levi é rapidamente trazido de volta à realidade quando sua mãe cai da escada, levando Levi a intervir e eventualmente salvar sua vida. |              |                                      |                     |                                   |                         |                     |
| 396 | 16           | "Should I Stay or Should I Go"       | Michael Watkins     | Jase Miles-Perez & Jess Righthand | 5 de maio de 2022       | 3.90                |
| Catherine retorna ao Grey Sloan, após seu período probatório, furiosa porque os hospitais da Fundação Catherine Fox estão todos sob escrutínio. Addison retorna ao Grey Sloan com sua paciente de transplante de útero, Tovah, que agora está sentindo dor. Addison também media a cabeça de Meredith sobre sua oferta de ir para Minnesota. Tovah perde o feto, fazendo Addison perder a paciência e gritar com Webber, Catherine e Meredith sobre seu comportamento recente. O irmão de Winston, Wendell, tenta vender sua nova tecnologia para monitoramento cardíaco para o Grey Sloan, com Maggie entusiasmada e Winston hesitante. Os monitores não funcionam e Wendell implora a ajuda de Winston. Jo flerta com Todd, deixando Link com ciúmes. Owen volta ao trabalho, e Teddy e Owen lutam com a identidade de gênero de seu filho enquanto tratam dois operários em um acidente com perfusão de membros, e eventualmente decidem fazer terapia como um casal. Bailey implora a Jo para voltar para a cirurgia geral, mas Jo decide manter seu local na obstetrícia. Bailey finalmente tira um dia de folga depois de reconhecer os sintomas de esgotamento ocupacional em si mesma. Nick aparece na porta de Meredith e se oferece para trabalhar no Grey Sloan para que ela possa ficar em Seattle. |              |                                      |                     |                                   |                         |                     |
| 397 | 17           | "I'll Cover You"                     | Debbie Allen        | Emily Culver & Kiley Donovan      | 12 de maio de 2022      | 3.60                |
| Nick começa a trabalhar no Grey Sloan sob uma Bailey relutante, que ataca Nick, Meredith e os outros participantes sobre o estado do programa. Webber acidentalmente bebe uma bebida de maconha que Catherine tinha na geladeira, acidentalmente quebrando sua sobriedade e Meredith cancela seu dia para vigiá-lo. Jo e Link discutem sobre passar tempo juntos e brigam com um ex-paciente de Link que vem com câncer recorrente. Teddy e Owen lutam na terapia familiar sobre a identidade de gênero de Leo, onde Owen está bem com isso, e Teddy luta por não ter passos concretos a seguir. Nick e Bailey brigam quando ele assume o serviço de Meredith. Bailey testemunha Nick dando excelentes ensinamentos a Schmidt durante a cirurgia. Maggie e Winston batem de frente quando sua paciente admite mentir para sua esposa sobre seus sintomas, fazendo com que Winston a ataque por causa de seus problemas recentes com seu irmão, e Maggie eventualmente o expulsa da cirurgia. Mais tarde, Winston admite a Maggie que seu irmão mentiu sobre os monitores cardíacos. Jo e Link dizem à esposa de seu paciente que ele pode não sobreviver a esse câncer, e ela exige que o bebê seja retirado dela para que seu marido possa conhecê-lo, fazendo com que Jo e Link discutam mais. A briga deles leva Jo a admitir que está apaixonada por Link, mas ele não admite que retribui seus sentimentos. Meredith e Bailey se conectam e consertam seu relacionamento; Bailey pede desculpas por sua raiva recente e admite a Meredith que ela não sabe o que fazer sobre o programa. Katherine eventualmente admite a Richard que seu câncer voltou e progrediu. |              |                                      |                     |                                   |                         |                     |
| 398 | 18           | "Stronger Than Hate"                 | Chandra Wilson      | Julie Wong                        | 19 de maio de 2022      | 3.80                |
| Maggie prepara um jantar na casa de Meredith para seus colegas conhecerem Nick. Uma paciente é tratada depois de ser vítima de um ataque de crime de ódio por ser asiática-americana. Kai confidencia a Owen que enquanto tiver "niblings" (sobrinhas e sobrinhos), não vai querer ter filhos. Mais tarde, eles revelam essa informação para Amelia e o casal se separa, com Kai temendo que eles estejam levando Amelia. Vendo o irmão de seu marido Winston, Wendell, e Nick conversar, Maggie se pergunta se Mer estava namorando um vigarista também, porque ele era a única pessoa que ela conhecia que a havia encantado tanto quanto seu cunhado. Nick e Bailey se unem por terem o mesmo chefe. Wendell revela que as pessoas a quem ele deve dinheiro eram pessoas más, e ele está escondido, mas Winston está com raiva por ele ter escolhido fazer isso onde há crianças, na casa de sua cunhada Meredith. Ele ordena que seu irmão deixe Seattle, mas Wendell secretamente fica para trás. Maggie revela que deu US$ 10.000 de suas economias para pagá-las, mas Winston revela que já havia lhe dado o dinheiro. Link diz a Teddy que lamenta que dormir com Jo tenha arruinado sua amizade com ela. |              |                                      |                     |                                   |                         |                     |
| 399 | 19           | "Out for Blood"                      | Kevin McKidd        | Meg Marinis                       | 26 de maio de 2022      | 4.19                |
| Meredith sonha consigo mesma em cirurgia, assombrada por sua mãe chamando-a de básica, comentando que é por isso que o hospital caiu pelos canos. Quando ela acorda, ela olha para listas de imóveis em Minnesota com Zola. Nick chega e comenta que não vai sentir falta da chuva. Amelia chega para mostrar a Meredith que seu artigo sobre o projeto de Parkinson foi publicado. Winston se recusa a deixar seu irmão roubar de Maggie sem consequências, enquanto Maggie contempla a definição de ter irmãos ou não, tendo crescido como filha única. Jo admite a Link que não ficou entusiasmada com Todd depois que o sexo juntos foi estranho. Owen é chantageado pelo marido de uma veterana que exige que ele lhe dê drogas. Ele ameaça expor que ele roubou e deu drogas ilegalmente a veteranos para suicídio assistido por médico. A paciente de Meredith, Cora, concorda com a cirurgia; apesar de estar indo bem inicialmente, há sangramento inesperado quando eles vão reconectar seus órgãos. Devido ao sangramento inesperado, os problemas surgem para os médicos, pois eles não têm sangue disponível para transfusão, devido à escassez de sangue em todo o país. Eles decidem interromper a cirurgia até que mais sangue chegue. |              |                                      |                     |                                   |                         |                     |
| 400 | 20           | "You Are the Blood"                  | Debbie Allen        | Krista Vernoff                    | 26 de maio de 2022      | 4.19                |
| A escassez de sangue no Grey Sloan Memorial continua. Meredith toma uma decisão arriscada em relação à sua paciente Cora, mas ela morre de qualquer maneira. Ela desperdiça o sangue que os residentes estavam lutando para coletar, colocando o programa de residência em risco ainda maior. As ações de Owen para ajudar seus colegas veteranos vêm à tona, levando ele e Teddy a sair do país como fugitivos. Bailey lhes dá horas para sair antes que ela possa denunciá-lo à polícia e aceitar suas demissões. April Kepner garante a Amelia que os amores voltam, após seu rompimento com Kai, ambos separados depois de quererem coisas diferentes. Jackson Avery e April estão juntos novamente, e ele tenta encontrar Jamarah Blake para salvar o programa. Amelia atualiza que o tumor de Catherine está respondendo ao teste de quimioterapia. Jamarah decide retirar o credenciamento do programa de residência, acreditando que os responsáveis se tornaram uma família disfuncional sem um líder claro. Enquanto Webber e Catherine tiram um ano sabático, Jackson pede a Meredith que retire seu aviso, pois a reputação de Meredith é sua única chance de reconstruir o programa. Meredith se ressente de Jackson por pedir isso a ela. Jackson diz que o hospital não pode afundar e oferece a ela 20% a mais do que o que Minnesota está oferecendo. Nick está chateado com a decisão de Meredith. Depois que sua vida em Seattle passa diante de seus olhos ao contrário, Meredith imagina seu eu mais jovem e interno julgando-a por se tornar sua mãe. Meredith então se levanta e sai correndo da sala, chamando por Nick que foi embora.           |              |                                      |                     |                                   |                         |                     |

## Produção

### Desenvolvimento
Em 25 de março de 2021, Krista Vernoff, que atua como showrunner e produtora executiva de Grey's Anatomy e do spin-off Station 19, assinou um contrato de dois anos com a ABC para permanecer em ambas as séries. O acordo também mantém a Trip the Light Productions, produtora de Vernoff, ligada à série. Grey's Anatomy foi oficialmente renovada para a décima oitava temporada em 10 de maio de 2021. Embora não esteja mais escrevendo para a série, após sua saída da ABC para a Netflix em 2017, a criadora da série Shonda Rhimes continua creditada como produtora executiva. Quando a ABC revelou sua programação para a temporada de transmissão de 2021-22, foi anunciado que a série manteria seu horário anterior de quintas-feiras às 21h00 horário do leste dos EUA, com Station 19 servindo como um lead-in indo ao ar às 20h00. No dia 7 de setembro, um teaser da temporada foi lançado, indicando um evento crossover com Station 19 na estreia de ambos programas. A ABC anunciou sua programação de feriado em outubro de 2021, onde foi revelado que a temporada conteria um episódio com o tema do Dia de Ação de Graças e do Natal para ir ao ar em novembro e dezembro, respectivamente. O final da temporada está definido para ser o episódio quadringentésimo da série.

### Casting

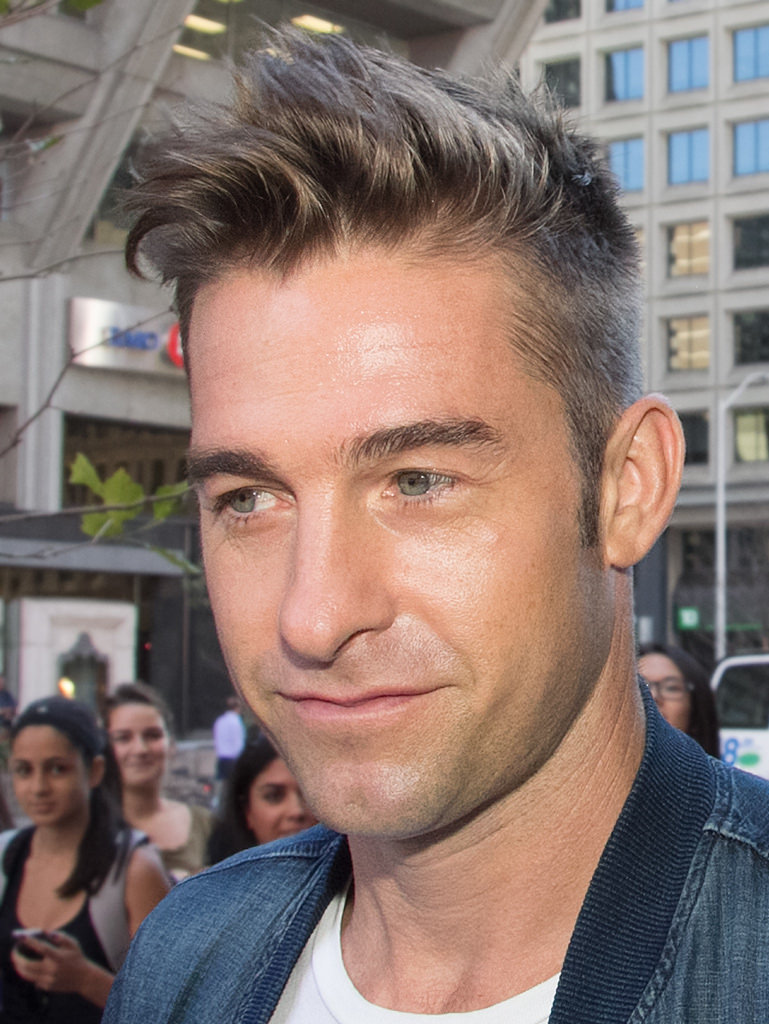
Scott Speedman se juntou ao elenco principal após breve participação na décima quarta temporada

Kim Raver, Camilla Luddington e Kevin McKidd assinaram cada um um contrato de três anos em julho de 2020 mantendo-os ligados à série até uma possível décima nona temporada para retratar a Dra. Teddy Altman, Dra. Jo Wilson e Dr. Owen Hunt, respectivamente. Os três atores originais da série, Ellen Pompeo, Chandra Wilson e James Pickens Jr., que interpretam a Dra. Meredith Grey, a Dra. Miranda Bailey e o Dr. Richard Webber, respectivamente, foram confirmados para retornar para a temporada. Pompeo assinou um contrato de um ano para seu retorno, recebendo mais de US$550,000 por episódio e também tornando-a a atriz mais bem paga na televisão aberta. Seu contrato também permite que ela retenha um crédito de produtora na série, bem como crédito de co-produtora executiva em Station 19. Wilson e Pickens teriam recebido um aumento salarial significativo de seus contratos anteriores. Em 12 de agosto, foi anunciado que Kelly McCreary, Richard Flood e Anthony Hill também eram esperados para retornar na temporada como os doutores Maggie Pierce, Cormac Hayes e Winston Ndugu, respectivamente. Em 13 de agosto, Caterina Scorsone compartilhou uma foto em seu perfil no instagram, indicando o seu retorno como Dra. Amelia Shepherd. Outras fotos nos bastidores confirmaram os retornos dos membros recorrentes Alex Landi, como Dr. Nico Kim, e Jaicy Elliot, como Dra. Taryn Helm, além do membro principal Chris Carmack como Dr. Atticus "Link" Lincoln. Giacomo Gianniotti, Jesse Williams e Greg Germann não retornaram como membros regulares do elenco como Dr. Andrew DeLuca, Dr. Jackson Avery e Dr. Tom Koracick, respectivamente, depois de partir na temporada anterior. Em 30 de setembro, dia da estreia, foi anunciado que Scott Speedman se juntaria ao elenco principal como o Dr. Nick Marsh, que anteriormente havia desempenhado um papel convidado na décima quarta temporada.
Em 19 de agosto de 2021, foi anunciado que Peter Gallagher teria um papel recorrente na temporada, interpretando o Dr. Alan Hamilton, posteriormente seu personagem mudou de nome, sendo David Hamilton. Em outubro de 2021, foi relatado que E.R. Fightmaster, que fez uma participação no segundo e terceiro episódios da temporada como Kai Bartley, havia se juntado ao elenco recorrente. Fightmaster e seu personagem Bartley são não binários, sendo a primeira pessoa e personagem não binário da série. Lynn Chen, que estrelou o episódio de estreia da temporada como uma cirurgiã plástica chamada Dra. Michelle Lin também foi promovida a um membro recorrente do elenco. Skylar Astin e Rome Flynn foram escalados em papéis recorrentes para a segunda metade da temporada para retratar Todd Eames, um especialista em ciências ambientais, e Wendell Ndugu, o irmão do personagem de Hill, respectivamente. Bianca A. Santos e Cedric Sanders também foram escalados para papéis recorrentes para retratar Kristen e Simon Clark, um "casal em uma situação médica terrível", por três episódios da temporada.
Foi anunciada a saída Richard Flood do elenco regular da série após o décimo episódio da temporada, "Living in a House Divided"; Flood foi introduzido pela primeira vez como um personagem recorrente durante a décima sexta temporada e foi promovido ao elenco principal a partir da décima sétima.

#### Retornos de antigos membros do elenco

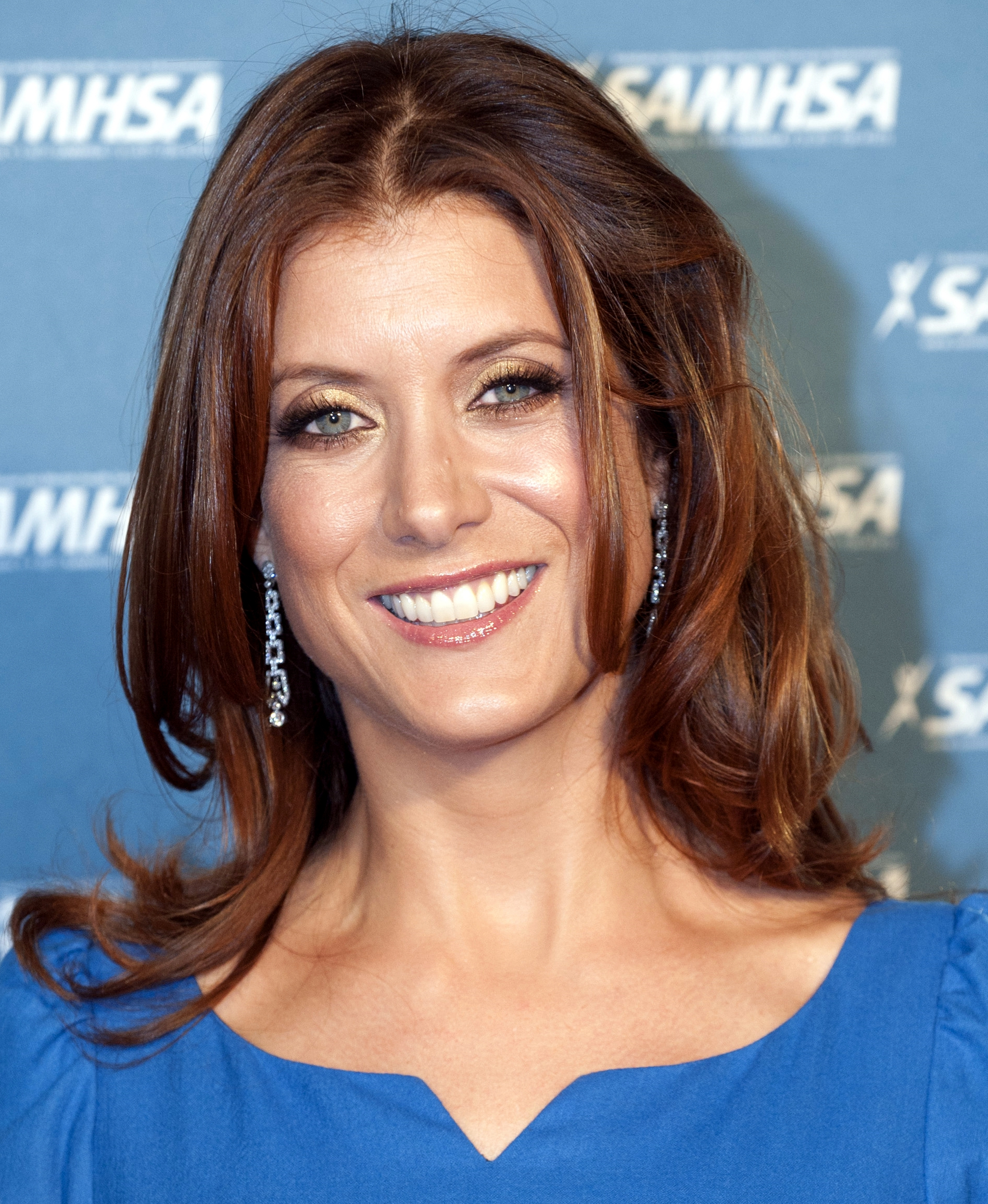
Kate Walsh retorna à série após quase 10 anos

Assim como a temporada anterior, a décima oitava contou com diversas participações de antigos membros do elenco. Em 2 de setembro de 2021, foi anunciado que Kate Walsh reprisaria seu papel como a Dra. Addison Montgomery em um arco de vários episódios, cujo enredo não foi revelado. Walsh retorna ao programa depois de quase 10 anos desde sua última aparição no episódio "If/Then", da oitava temporada. No universo de Grey's Anatomy, sua última aparição foi no episódio "In Which We Say Goodbye", último episódio do primeiro spin-off, Private Practice. Walsh retornou em três episódios, "Hotter Than Hell", "With a Little Help From My Friends" e "Should I Stay or Should I Go". Apesar de sua saída na décima sétima temporada, foi relatado que Germann deveria retornar em temporadas posteriores como ator convidado o que ele fez mais tarde, reprisando seu papel em "Bottle Up and Explode!" e "Legacy". Williams, que já havia partido ao lado de Germann, afirmou em uma entrevista que estaria aberto a retornar durante a temporada também. Em abril de 2022, foi confirmado que Williams retornaria à série no final da temporada ao lado da ex-co-estrela Sarah Drew. Drew interpretou a Dra. April Kepner por nove temporadas, oito como parte do elenco regular da série, começando na sexta temporada e partindo na décima quarta temporada, retornando brevemente na temporada anterior para a saída de Williams.
Membros do elenco recorrente também retornaram na temporada. Em 11 de agosto de 2021, foi anunciado que Kate Burton repetiria seu papel como Dra. Ellis Grey na temporada. Em 7 de setembro de 2021, foi anunciado que Abigail Spencer repetiria seu papel como Dra. Megan Hunt.

## Recepção

### Prêmios e indicações
No 2.º Hollywood Critics Association TV Awards, a temporada recebeu uma indicação para Melhor Série de Rede de Transmissão, Drama. Esse prêmio acabou sendo conquistado por This Is Us. A temporada também foi premiada com o selo ReFrame, uma certificação dada a produções de televisão roteirizadas que contratam "mulheres ou indivíduos de outras identidades/expressões de gênero sub-representadas [...] em quatro das oito funções-chave, incluindo escritora, diretora, produtora, líder, co-líderes e chefes de departamento".

### Audiência
| №     | Título                               | Exibição original       | Rating/share (18–49) | Audiência (em milhões) | DVR (18–49)    | Audiência em DVR (milhões) | Total (18–49)  | Audiência total (em milhões) | Ref(s)  |
| ----- | ------------------------------------ | ----------------------- | -------------------- | ---------------------- | -------------- | -------------------------- | -------------- | ---------------------------- | ------- |
| 1     | "Here Comes The Sun"                 | 30 de setembro de 2021  | 0.8                  | 4.77                   | 0.5            | 2.28                       | 1.3            | 7.05                         | [ 89 ]  |
| 2     | "Some Kind of Tomorrow"              | 7 de outubro de 2021    | 0.6                  | 4.04                   | 0.5            | 1.94                       | 1.2            | 5.98                         | [ 90 ]  |
| 3     | "Hotter Than Hell"                   | 14 de outubro de 2021   | 0.6                  | 4.05                   | 0.6            | 2.30                       | 1.2            | 6.35                         | [ 91 ]  |
| 4     | "With a Little Help From My Friends" | 21 de outubro de 2021   | 0.6                  | 3.91                   | 0.7            | 2.58                       | 1.3            | 6.47                         | [ 92 ]  |
| 5     | "Bottle Up and Explode!"             | 11 de novembro de 2021  | 0.7                  | 4.75                   | 0.5            | 2.00                       | 1.2            | 6.76                         | [ 93 ]  |
| 6     | "Everyday Is a Holiday (With You)"   | 18 de novembro de 2021  | 0.6                  | 4.18                   | 0.6            | 2.30                       | 1.2            | 6.48                         | [ 94 ]  |
| 7     | "Today Was a Fairytale"              | 9 de dezembro de 2021   | 0.5                  | 3.65                   | 0.6            | 2.49                       | 1.2            | 6.14                         | [ 95 ]  |
| 8     | "It Came Upon a Midnight Clear"      | 16 de dezembro de 2021  | 0.6                  | 4.20                   | 0.4            | 1.70                       | 1.0            | 5.91                         | [ 96 ]  |
| 9     | "No Time to Die"                     | 24 de fevereiro de 2022 | 0.8                  | 4.65                   | 0.5            | 2.12                       | 1.3            | 6.78                         | [ 97 ]  |
| 10    | "Living in a House Divided"          | 3 de março de 2022      | 0.6                  | 3.95                   | 0.4            | 1.91                       | 1.0            | 5.85                         | [ 98 ]  |
| 11    | "Legacy"                             | 10 de março de 2022     | 0.6                  | 3.87                   | 0.6            | 2.40                       | 1.2            | 6.27                         | [ 99 ]  |
| 12    | "The Makings of You"                 | 17 de março de 2022     | 0.5                  | 3.60                   | 0.5            | 2.20                       | 1.0            | 5.80                         | [ 100 ] |
| 13    | "Put the Squeeze on Me"              | 24 de março de 2022     | 0.6                  | 4.24                   | 0.5            | 2.19                       | 1.1            | 6.44                         | [ 101 ] |
| 14    | "Road Trippin'"                      | 31 de março de 2022     | 0.6                  | 3.93                   | 0.5            | 2.15                       | 1.1            | 6.10                         | [ 102 ] |
| 15    | "Put It to the Test"                 | 7 de abril de 2022      | 0.6                  | 4.21                   | 0.5            | 2.01                       | 1.1            | 6.22                         | [ 103 ] |
| 16    | "Should I Stay or Should I Go"       | 5 de maio de 2022       | 0.7                  | 3.90                   | por determinar | por determinar             | por determinar | por determinar               |         |
| 17    | "I'll Cover You"                     | 12 de maio de 2022      | 0.5                  | 3.60                   | por determinar | por determinar             | por determinar | por determinar               |         |
| 18    | "Stronger Than Hate"                 | 19 de maio de 2022      | 0.6                  | 3.80                   | por determinar | por determinar             | por determinar | por determinar               |         |
| 19/20 | "Out For Blood You Are the Blood"    | 26 de maio de 2022      | 0.7                  | 4.19                   | por determinar | por determinar             | por determinar | por determinar               |         |

Notas
1. 1 2 3 4 5 6  A audiência ao vivo+7 dias não estava disponível, portanto, a audiência ao vivo+3 dias foi usada.